# ABCD (software)

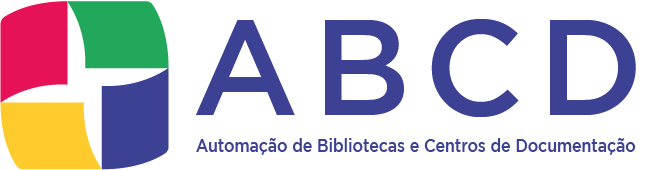
Logotipo oficial do ABCD em Português

ABCD é um Sistema Integrado de Bibliotecas e também um gerenciador de bancos de dados para diversos fins. O nome ABCD é um acrônimo em espanhol para Automatisación de Bibliotécas y Centros de Documentación, em português para Automatização das Bibliotecas e dos Centros de Documentação e em francês para Automation des Bibliothèques et Centres de Documentacion. A construção original do ABCD foi composta em conjunto com outros softwares, transformando o ABCD em uma suíte completa para bibliotecas, arquivos e centros de informação em geral.
Inicialmente o ABCD foi desenvolvido por diversas instituições internacionais, incluindo órgãos da ONU,  desenvolvedor da tecnologia CDS/ISIS[carece de fontes?] e a entidade brasileira Bireme (Centro Latino-Americano e do Caribe de Informação em Ciências da Saúde). A partir de 2017 o código fonte do ABCD e dos utilitários CISIS foram disponibilizados para a Comunidade ABCD que desde então passou a ser a única responsável pela sua manutenção.
O ABCD pretende ser uma alternativa de código aberto (distribuída nos termos da licença LGPL versão 3) multiplataforma que abranja todas as rotinas possíveis de uma unidade de informação, incluindo catalogação de materiais, sistema informatizado de empréstimo, rotinas de aquisição e mais.
A versão 1.0 beta foi publicada pela primeira vez em 3 de dezembro de 2009, as versões atualizadas estão disponíveis no site oficial do software no na URL https://abcd-community.org/dowloads/.